# Блежань (комуна)
Блежань, Блежані (рум. Blăjani) — комуна у повіті Бузеу в Румунії. До складу комуни входять такі села (дані про населення за 2002 рік):
- Блежань (922 особи) — адміністративний центр комуни
- Сорешть (346 осіб)

Комуна розташована на відстані 112 км на північний схід від Бухареста, 18 км на північ від Бузеу, 95 км на захід від Галаца, 101 км на схід від Брашова.

## Населення
За даними перепису населення 2002 року у комуні проживали 1268 осіб. Усі жителі комуни рідною мовою назвали румунську. За віросповіданням усі жителі комуни — православні.
Національний склад населення комуни:
| Національність | Кількість осіб | Відсоток |
| -------------- | -------------- | -------- |
| румуни         | 1267           | 99,9%    |
| цигани         | 1              | 0,1%     |